# La Malène
La Malène je francouzská obec v departementu Lozère v regionu Languedoc-Roussillon. V roce 2010 zde žilo 166 obyvatel.

## Geografie
La Malene se nalézá u Gevaudanu na jihu centrálního masivu národního parku Cévennes, 89 km severo-západně od města Montpellier, 28 km jiho-západně od města Mende a 13 km jihozápadně od hlavního města kantonu Sainte-Enimie v údolí řeky Tarnu mezi okolními obcemi Mas-Saint-Chely na východě, Hures-la-Parade na jihu a Saint-Georges-de-Lévéjac na Západě. Jižně od řeky Tarn se nalézá krasová náhorní plošina Causse Mejean, severně je náhorní plošina Causse de Sauveterre.

## Dějiny
Nad městečkem byl v šestém století vystavěn hrad Castel Merlet - jeden z nejstarších hradů na území dnešní Francie. Tento hrad byl osídlen asi 150 let a poté zanikl. Jeho zříceniny byly objeveny při archeologickém průzkumu prováděném v letech 2007 - 2008. Při těchto vykopávkách byly objeveny i pozůstatky Gallo-římského oppida.
V období vlády Chlodvíka I. těmito místy procházela hranice mezi územím západních Gotů a franskou říší.
V roce 1237 potvrdil papež Řehoř IX. (1167-1241) biskupům z diecéze Mende držení kostela v La Malene.
Původ názvu města je sporný. 1281 byla obec poprvé zmíněna jako La Malena, jako Melena 1352. [3]

## Pozoruhodnosti
- Románský kostel Saint-Jean-Baptiste - byl vystavěn ve 12. století. v roce 1928 byl zařazen do seznamu historických památek Francie. V kostele se nalézá obraz Proroctví Sv. Jeronýma, který počátkem 17. století namaloval Luis Tristan (1586-1624). Tento obraz byl v roce 2008 zařazen rovněž do seznamu historických památek Francie.
- zámek (původně hrad) Manoir de Montesquiou (také Manoir de La Malène) - byl postaven v 15. století rodinou Montesquiou, a ve 20. století století přeměněn na hotel.